# Beschäftigungsagentur am Sozialschutz- und Arbeitsministerium Litauens

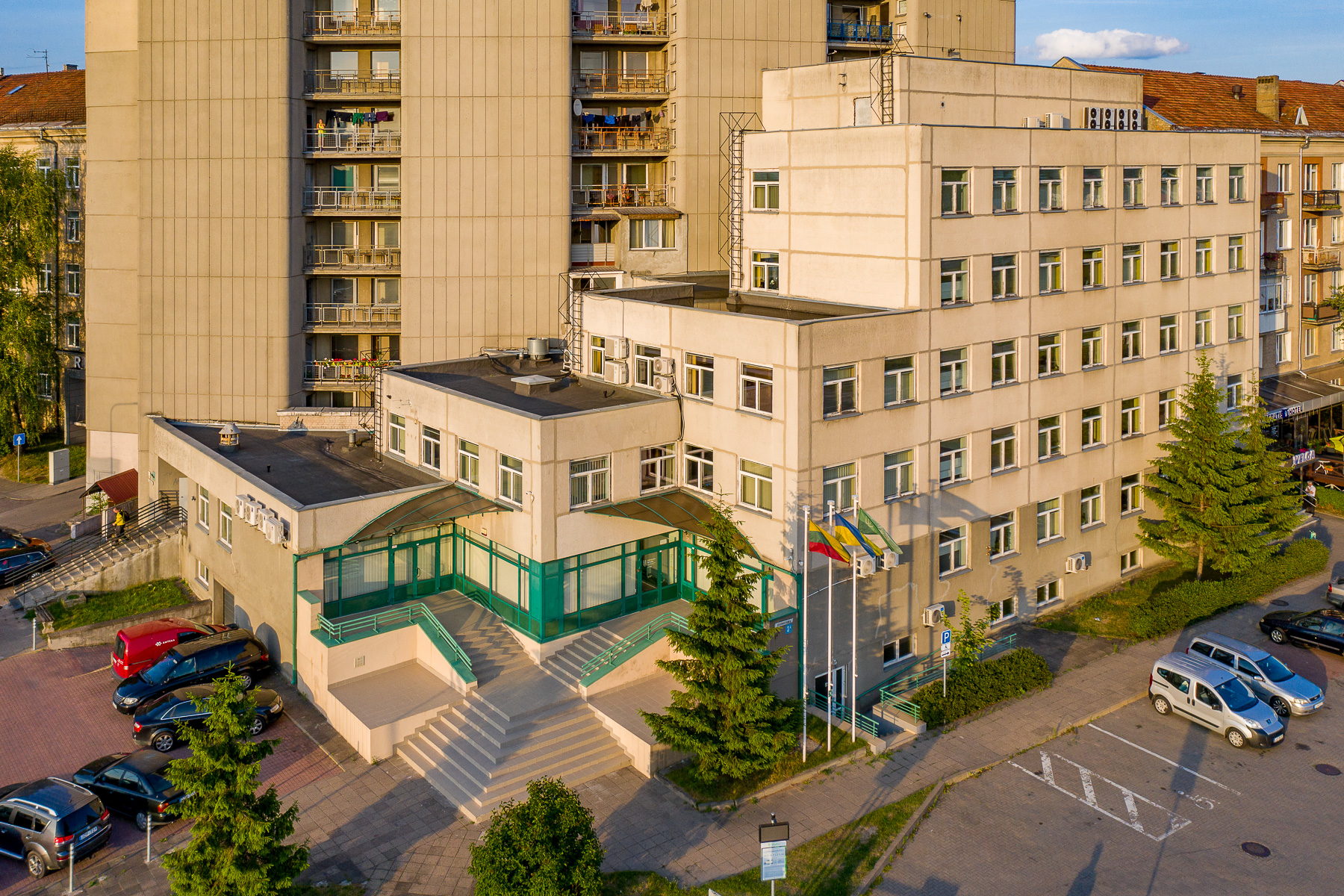
Zentrale

Die Beschäftigungsagentur am Sozialschutz- und Arbeitsministerium Litauens (früher 'Litauische Arbeitsbörse', Lietuvos darbo birža; Abk. LDB) ist eine Behörde in Litauen am Sozialschutz- und Arbeitsministerium Litauens (Lietuvos Respublikos socialinės apsaugos ir darbo ministerija), die zentrale nationale Einrichtung für Arbeitsmarktpolitik. Sie ist eine juristische Person des  öffentlichen Rechts. Sie wird vom Beschäftigungsfond (lit. Užimtumo fondas) erhalten. Litauische Arbeitsbörse hat 46 Territorialarbeitsbörsen. Ihre Tätigkeit begann sie am 1. März 1991.
Adresse: Geležinio Vilko g. 3A, LT-03131 Vilnius.

## Direktoren
- 2009–2010: Albertas Šlekys (* 1948)
- Ab Februar 2010:  Mindaugas Petras Balašaitis (* 1969)